# Maipo (provins)
Provincia de Maipo är en provins i Chile.   Den ligger i regionen Región Metropolitana de Santiago, i den södra delen av landet, 40 km söder om huvudstaden Santiago de Chile. Antalet invånare är 440 591. Arean är 1 121 kvadratkilometer.
Terrängen i Provincia de Maipo är bergig åt sydost, men åt nordväst är den kuperad.
Provincia de Maipo delas in i:

- San Bernardo
- Buin
- Paine
- Calera de Tango

Trakten runt Provincia de Maipo består till största delen av jordbruksmark. Runt Provincia de Maipo är det ganska tätbefolkat, med 72 invånare per kvadratkilometer.